# Saifuddin Hamza Shah
Saifuddin Hamza Shah (1410-12 CE) fue el cuarto sultán de la primera dinastía Ilyas de Bengala. Después de la muerte de su padre, Ghiyasuddin Azam Shah, lo sucedió en el trono y asumió el título de Sultan-us-Salatin.

## Historia
Fue un gobernante débil. Intercambió enviados con el emperador Yung Lo de China. Una guerra civil en Bengala estalló durante el reinado de Hamza. En 1412, después de solo 2 años de gobierno, fue asesinado por su esclavo Shihabuddin.